# Brzozówka (sielsowiet Uźmiony)
Brzozówka – dawna wieś. Tereny, na których leżała, znajdują się obecnie na Białorusi, w obwodzie witebskim,  w rejonie miorskim, w sielsowiecie Uźmiony.

## Historia
W czasach zaborów w gminie Leonpol, w powiecie dzisieńskim, w guberni wileńskiej Imperium Rosyjskiego. 
W latach 1921–1945 leśniczówka a następnie wieś leżała w Polsce, w województwie wileńskim, w powiecie dziśnieńskim (od 1926 w powiecie brasławskim), w gminie Leonpol.
Według Powszechnego Spisu Ludności z 1921 roku zamieszkiwały tu 3 osoby, wszystkie były wyznania rzymskokatolickiego i zadeklarowały polską przynależność narodową. Był tu 1 budynek mieszkalny. W 1931 w 7 domach zamieszkiwało 29 osób.
Wierni należeli do parafii rzymskokatolickiej w Leonpolu. Miejscowość podlegała pod Sąd Grodzki w Drui i Okręgowy w Wilnie; właściwy urząd pocztowy mieścił się w Leonpolu.